# Oxyrhachis suberecta
Oxyrhachis suberecta är en insektsart som beskrevs av Walker. Oxyrhachis suberecta ingår i släktet Oxyrhachis och familjen hornstritar. Inga underarter finns listade i Catalogue of Life.